# 엽문
엽문(중국어 정체자: 葉問, 간체자: 叶问, 병음: Yè Wèn 예원[*] 광둥어: Jip6Man6, 본명: 엽계문 (중국어 간체자: 叶继问, 정체자: 葉繼問, 병음: Yè Jìwèn 예지원[*]), 1893년 10월 1일 ~ 1972년 12월 2일)은 중국의 무술가이다. 광동(廣東) 불산(佛山) 사람으로, 중국 남파 무술의 일종인 영춘권(詠春拳)을 대중화하고 널리 보급시킨 장본인으로서 영춘권의 일대종사이자 세계적인 무술가이며 액션 영화 배우였던 이소룡의 영춘권 스승(사부, 師父)이었다.

## 생애

### 어린 시절
엽문은 청나라 시기 광둥성 포산(佛山) 난하이현(南海縣)에서 태어났다. 그의 집안은 부유했고 어려서부터 전통적인 한학을 교육받았다.
엽문은 12살 때부터 진화순의 제자로서 영춘권을 배우기 시작했다. 진화순의 당시 나이는 64세로, 엽문은 진화순의 마지막 제자가 되었다. 진화순은 고령인 까닭에 그는 얼마 되지 않아 이후에 사망했다. 진화순은 자신의 두 번째 대제자인 오중소에게 자신을 대신해서 엽문을 계속 가르치라고 부탁했다. 엽문은 진화순이 사망한 이후 3년간 오중소로부터 대부분의 무술을 배웠다.

### 홍콩에서의 삶
엽문은 16세가 되자 친척의 도움을 받아 홍콩으로 건너갔다. 1년 뒤 그는 홍콩에 거주하는 상류층과 외국인을 위한 중등학교인 성 스테판 칼리지에 입학했다. 그가 스테판 칼리지를 다니고 있던 어느 날, 그는 외국인 경찰이 여성을 때리는 모습을 목격하고 이에 개입하였다. 경찰관은 엽문을 공격하려 했으나 그는 경찰관을 쓰러뜨린 후, 그의 학교 친구와 함께 학교로 도망쳤다. 이후 엽문의 학우는 아파트 지역에 사는 자신보다 나이가 많은 사람에게 이 사실을 이야기했다. 그 사람은 곧 엽문을 만난 후 엽문에게 그가 무슨 무술을 수련한 것인지 물었다. 그 사람은 엽문에게 자신의 기량이 "그렇게 좋지 않다"라고 말했다. 그 사람은 엽문의 영춘권의 치사오(제한적인 공격과 방어를 포함하는 수련의 종류)에 도전했다. 엽문은 자신의 기량이 좋다는 것을 증명할 기회로 보고 이를 수락했다. 그러나 몇 번의 공격을 받고 엽문은 그 남자에게 패배했다. 엽문을 상대했던 그 남자는 자신이 진화순의 선배이자 진화순을 가르친 선생의 아들인 양벽이었다. 엽문은 양벽과 대련을 가진 이후에 양벽으로부터 계속하여 무술을 배웠다

### 고향으로의 복귀와 제자들
24세가 되었을 때 엽문은 고향인 포산으로 돌아가 경찰관이 되었다. 그는 자신의 여러 부하들과 친구들, 친척들에게 영춘권을 가르쳤으나 정식으로 무술관을 열지는 않았다.
당시 그의 대표적인 제자로는 주광유(周光裕), 곽부(郭富), 윤가(倫佳), 진지신(陳志新), 서화위(徐和威), 그리고 여응(呂應)이 있다. 그 중에서 가장 뛰어난 제자로 알려진 것은 주광유였으나, 결과적으로 주광유는 상업계에 종사하기 시작하여 무술 수련을 그만두었다. 곽부와 윤가는 자신들만의 제자들을 두고 포산과 광둥 지역에서 영춘권을 전승하여 가르쳤다. 진지신과 여응은 이후 홍콩으로 이주했으나 둘 다 어떠한 제자도 받지 않았다.

### 중일전쟁과 홍콩이주
엽문은 중일전쟁 기간 동안 자신의 제자인 곽부(郭富)와 함께 살았으며 전쟁이 끝나서야 불산으로 돌아와 경찰관으로 계속 일했다. 1949년 말, 국공내전에서 중국공산당이 국민당으로부터 승리하자 엽문은 불산을 떠나 홍콩으로 이주했다. 왜냐하면 그는 전쟁기간 내내 국민당 소속의 경찰관으로 지냈기 때문이다.
엽문은 무술관을 운영하기 시작했는데, 초기에는 운영이 잘 되지 않았다. 그의 학생들은 일반적으로 겨우 두 달 정도만 수련한 후 떠났기 때문이다. 그는 자신의 무술관을 두 번 옮겼다. 첫 번째는 삼서이보의 캐슬 피크 로드(Castle Peak Road)로 옮겼고, 이후 야우마데이에 있는 이달가(利達街)로 옮겼다. 그때부터는 그의 제자들 중 일부가 영춘권에 숙련되어 자신들만의 무술관을 열고 대중에게 영춘권 전수를 시작할 수 있게 되었다. 그의 제자들과 계승자 중 일부는 다른 무술가들과 시합을 벌여 실력을 비교하기도 했고, 그들의 승리는 엽문의 명예를 드높이게 되었다.
1967년, 엽문과 그의 일부 제자들은 "영춘체육회"(詠春體育會)를 설립했다. 영춘체육회 설립의 목적은 당시 홍콩에 있던 엽문이 재정적 문제를 겪는 것을 해결하기 위해서였다. 엽문은 정기적으로 아편을 피웠다고 이야기 되고 있다. 그의 과거 제자 중 하나는 엽문이 영춘관의 수업료를 받아서 아편을 사기 위해 썼다고 주장했다.

### 사망

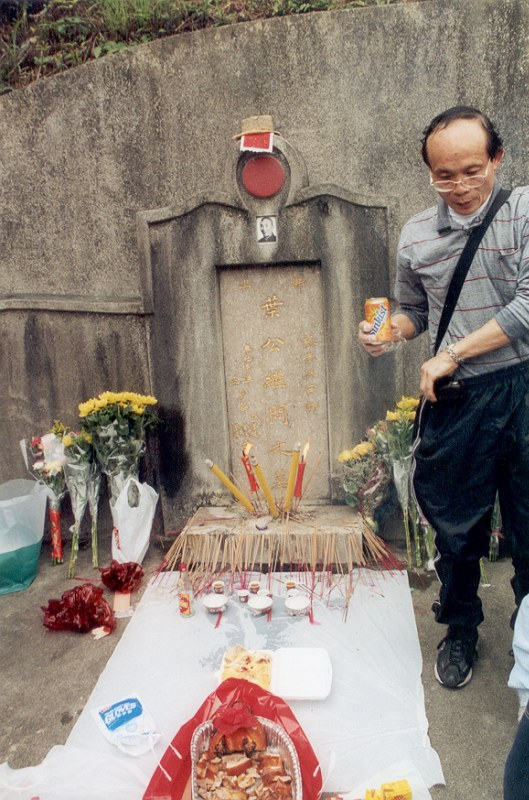
엽문의 돌무덤

1972년 12월 2일, 엽문은 홍콩에서 사망했다. 그가 사망한 원인은 인후암이었고, 그의 죽음은 그의 제자인 이소룡이 죽기 겨우 7달 전이었다.

## 대중문화에서의 엽문

엽문과 18세의 이소룡

견자단이 주연을 맡은 영화 엽문이 2008년 개봉되었다. 배경은 중일전쟁이 일어났던 시기인 1930년대부터 1940년대까지이다. 이 영화는 드라마적 효과를 내기 위하여 여러 각색을 채용하고 있다. 엽문의 맏 아들인 엽준이 영화 제작의 자문 역할을 맡아 견자단에게 직접 영춘권을 지도하기도 했다. 영화는 엽문의 생애에 가장 집중하고 있다.
영화 엽문의 후속편인 엽문 2는 엽문이 홍콩으로 이주한 이후의 이야기와, 이소룡을 비롯한 그의 제자들에게 초점을 맞추고 있다. 엽문은 매우 많은 사람들을 가르쳤다. 2015년 12월 24일에는 엽문 3이 개봉했고, 2020년에는 엽문 4 - 더 파이널이 개봉했다.

### 엽문이 등장한 드라마
- 이소룡 전기 (李小龍傳奇, The Legend of Bruce Lee, 2008) : 우승혜

### 엽문이 등장한 영화
- 엽문 (葉問, The Legend of Ip Man, 2008) : 견자단
- 엽문 2 - 종사전기 (葉問 2 - 宗師傳奇, The Legend of Ip Man 2, 2010) : 견자단
- 엽문 3 - 최후의 대결 (葉問 3, The Legend of Ip Man 3, 2015): 견자단
- 일대종사 (一代宗師, 2013) : 양조위
- 엽문 4 - 더 파이널 (葉問 4, The Legend of Ip Man 4, 2019): 견자단

## 같이 보기
- 영춘권
- 이소룡
- 견자단
- 엽준
- 양조위